# El Correo de Tortosa
El Correo de Tortosa fue un periódico español editado en Tortosa entre 1882 y 1900; y entre 1922 y 1936.

## Historia
La publicación fue fundada en 1882. De frecuencia diaria, su primer número apareció el 3 de agosto de 1882 bajo el subtítulo «Diario católico, de intereses comerciales y agrícolas». En su primer número declaró que nacía para defender los principios católicos. Luis del Arco lo consideró un periódico adscrito al carlismo.
En su primera época se publicaba a cuatro páginas de 44 por 32 cm, a cuatro columnas, en la imprenta de José L. Foguet. Sus directores fueron Ramón Bergés Paulí, Manuel María Queralt y José Pedreny, quien más adelante sería redactor jefe de El Correo Catalán. En 1885 el diario se adhirió a un mensaje del diario católico y carlista intransigente El Siglo Futuro dirigido al papa León XIII. Algunos de sus colaboradores fueron el barón de Albi, Francisco Pedrola y J. dels Valls. José Navarro Cabanes fue corresponsal del periódico en Valencia. De acuerdo con José Bru, debido a sus campañas al frente del diario, el director Pedreny llegó a padecer el destierro y otras hostilidades que harían que El Correo de Tortosa dejase de publicarse en el año 1900.
Inició su segunda época el 3 de agosto de 1922. La publicación mantuvo una línea editorial de corte tradicionalista e integrista —si bien, según José Bru, no obedecía a ninguna disciplina de partido—, mostrándose también cercano a los llamados Sindicatos Libres. Durante el periodo de la Segunda República el diario fue adquirido por Bru, quien ejercería además como director. A partir de entonces, el periódico pasó a defender explícitamente la causa carlista. Continuaría editándose hasta el comienzo de la guerra civil, en 1936. Durante la contienda algunos de los redactores del diario fueron fusilados por milicianos en la retaguardia republicana.